# Hartmut Bölts
Hartmut Bölts (* 14. Juni 1961 in Rodalben) ist ein ehemaliger deutscher Radrennfahrer.

## Werdegang
Schon als Amateur galt Bölts als einer der deutschen Spitzenfahrer. Lange Jahre war er Mitglied der deutschen Nationalmannschaft. 1983 gewann er die Flèche du Sud, 1985 die Hessen-Rundfahrt sowie Köln-Schuld-Frechen. 1987 wurde er Deutscher Meister im Straßenrennen der Amateure. Ebenfalls 1987 wurde er Vize-Weltmeister der Amateure im Straßenrennen. 1984 startete er bei den Olympischen Sommerspielen in Los Angeles mit der deutschen Mannschaft (Thomas Freienstein, Bernd Gröne und Michael Maue) im Mannschaftszeitfahren und belegte den zwölften Platz. 1986 wurde er mit dem Straßenvierer des Bundes Deutscher Radfahrer gemeinsam mit Remig Stumpf, Ernst Christl und Thomas Freienstein Vierter im Mannschaftszeitfahren bei den UCI-Straßen-Weltmeisterschaften. 1985 und 1986 wurde er Zweiter im Brügelmann-Cup, einer Rennserie des Bundes Deutscher Radfahrer.
1988 wurde Bölts Profi beim französischen Team R.M.O. Sein Studium in Raum- und Umweltplanung unterbrach er. Bölts errang als solcher den Sieg bei der deutschen Straßenmeisterschaft. Im selben Jahr startete er bei der Tour de France und verfehlte mit dem vierten Platz nur knapp das Podium bei der Straßen-Weltmeisterschaft in Belgien. 1990 wechselte er in das deutsche Team Stuttgart. 1994 siegte er in der Mountainbike-Bundesliga. 1994 wurde er Zweiter der Deutschen Meisterschaft im Cross Country-Mountainbike, 1995 Zweiter. 1996 beendete er seine aktive Radsport-Karriere.
Heute ist Hartmut Bölts weiter im Radsport engagiert, u. a. als Sportlicher Leiter der Veranstaltung „Rund um den Finanzplatz Eschborn-Frankfurt“. 2004 wurde er als deutscher Vertreter in die Association Internationale des Organisateurs de Courses Cyclistes (AIOCC) gewählt. Er ist der Bruder von Udo Bölts, der ebenfalls Radprofi war.